# Hans Moritz von Hauke
Hans Moritz von Hauke (Seifersdorf, Sajonia, 26 de octubre de 1775 - Varsovia, Polonia del Congreso, 29 de noviembre de 1830) fue un militar polaco al servicio de Napoleón Bonaparte que combatió en las guerras napoleónicas. De él descendía la reina Victoria Eugenia de Battenberg, reina consorte de España y bisabuela del actual monarca, Felipe VI.

## Biografía
Hijo de descendientes alemanes, Hans Moritz von Hauke nació en Seifersdorf, en el Electorado de Sajonia, el 16 de enero de 1791. Hijo de Friedrich Karl Emanuel Hauke (1737-1810), un profesor de alemán que trabajaba en Varsovia, Moritz von Hauke se unió en 1790 al ejército de la República de las Dos Naciones. Participó en la Insurrección de Kościuszko, liderada por Tadeusz Kościuszko, y más tarde pasó a formar parte del ejército del Gran Ducado de Varsovia. Combatió en Austria, Italia, Alemania y en España. Después de 1815 se unió al ejército del Congreso de Polonia, alcanzando el grado de general en 1826. El zar Nicolás I de Rusia le nombró ministro de guerra en 1829. 
En el levantamiento de noviembre de 1830, el objetivo principal de Moritz era el Gran Duque Constantino, gobernador general de Polonia. En una persecución tras el duque, Hauke fue asesinado a balazos en las calles de Varsovia por los hombres de Constantino, ante los ojos de su esposa, Sophie Lafontaine, y de sus tres hijos más jóvenes, incluida Julia de Hauke, futura esposa de Alejandro de Hesse-Darmstadt. Su esposa falleció pocos años después, y sus hijos más jóvenes quedaron bajo la tutela del zar, mientras que sus tres hijos mayores se unieron a la insurrección y uno de ellos, Maurice Leopold, murió durante la Batalla de Ostrołęka en 1831 con tan sólo 27 años de edad. Después de su victoria sobre los polacos, el zar levantó un enorme obelisco en Varsovia en 1841, dedicado a la memoria de Hauke y a otros cinco generales polacos; aun así, el obelisco fue derribado en 1917.